# Evander Sno
Evander Sno es un exfutbolista de los Países Bajos, de ascendencia surinamesa, que ocupa la posición de mediocampìsta.

## Trayectoria
Poco se sabe de este futbolista. Desde 2004 es jugador profesional tras pasar por el DWS y las ramas menores del Ajax Ámsterdam, antes de pasar al Feyenoord, club en el que debutó en la temporada 2005-2006. Esa misma temporada se fue cedido al NAC Breda, donde jugó 14 partidos. En 2006 es traspasado al Celtic Glasgow, donde no fue titular indiscutible, pero a pesar de ello, ganó dos ligas y una Copa de Escocia. En 2008 se conoce su llegada al Ajax, por una cantidad que no ha sido revelado.
El 13 de septiembre de 2010, durante un encuentro de la Eredivisie que disputaba su equipo, el Ajax Ámsterdam, contra el Vitesse, sufrió un infarto en medio del partido, alertando a los servicios médicos del club, que, gracias a sus rápidas y concisas acciones lograron reanimarle. En octubre volvió a los entrenamientos de su club, aunque a un ritmo menor.

## Selección nacional

### Participaciones en Juegos Olímpicos
| Juegos Olímpicos               | Año  | Sede  | Resultado        |
| ------------------------------ | ---- | ----- | ---------------- |
| Juegos Olímpicos de Pekín 2008 | 2008 | Pekín | Cuartos de final |

## Clubes
| Club                | País         | Año       |
| ------------------- | ------------ | --------- |
| Feyenoord Rotterdam | Países Bajos | 2005-2006 |
| NAC Breda           | Países Bajos | 2005-2006 |
| Celtic Glasgow      | Escocia      | 2006-2008 |
| Ajax Ámsterdam      | Países Bajos | 2008-2009 |
| Bristol City        | Inglaterra   | 2009-2010 |
| Ajax Ámsterdam      | Países Bajos | 2010-2011 |
| RKC Waalwijk        | Países Bajos | 2011-2012 |
| NEC Nimega          | Países Bajos | 2012-2013 |
| RKC Waalwijk        | Países Bajos | 2013-2014 |
| KVC Westerlo        | Bélgica      | 2014      |
| ADO La Haya         | Países Bajos | 2015      |
| RKC Waalwijk        | Países Bajos | 2017      |
| DHSC                | Países Bajos | 2017-2018 |

## Títulos
- 2 Ligas escocesas: 2007; 2008.
- 1 Copa de Escocia: 2007.